# Glow On
Glow On (traducido como Brillar) es el tercer álbum de estudio de la banda de hardcore punk Turnstile, publicado el 27 de agosto de 2021 a través de Roadrunner Records.
El álbum fue grabado en el verano de 2020 por el productor Mike Elizondo, en "Phantom Studios" de Gallatin, Tennessee. Además, contó con el cantante y productor británico Blood Orange como invitado.
Fue precedido por el quinto EP de la banda Turnstile Love Connection, lanzado el 27 de junio de 2021, que mostró una vista previa de cuatro canciones (incluido el sencillo principal, "Mystery") junto a un cortometraje, dirigido por el vocalista Brendan Yates.

## Composición
Glow On ha sido elogiado por hacer del hardcore un "género fluido" y mostrar "cuán innovador [el género] podría volverse". Expandiendo el hardcore melódico de los noventa, a terrenos como el pop alternativo, indie rock, psicodelia, rap rock, soul, grunge, post-punk, R&B, shoegaze, dream pop, y metal alternativo.
"Don't Play" mezcla samba con punk rock, con juegos de batería cercanos al reggaeton, mientras que "No Surprise" es un nebuloso emo pop, y "Dance-Off" viaja hacia el funk pesado.

## Recepción
Glow On fue recibido con un aplauso crítico casi universal. En Metacritic, tiene una puntuación de 92 sobre 100, lo que indica "aclamación universal", según once reseñas.
Laviea Thomas de Clash lo llamó "un regreso fascinante" para el quinteto. La revista Australian Guitar Magazine calificó el álbum como "una verdadera clase magistral en el arte de la música pesada", el escritor Matt Doria añadió: "la profundidad y el dinamismo de su musicalidad no pueden ser subestimados, ni la pasión de Turnstile por esculpirlo".

## Listado de canciones
| N.º | Título                                | Duración |  |
| 1.  | «Mystery»                             | 2:35     |  |
| 2.  | «Blackout»                            | 2:53     |  |
| 3.  | «Don't Play»                          | 2:13     |  |
| 4.  | «Underwater Boi»                      | 3:04     |  |
| 5.  | «Holiday»                             | 2:52     |  |
| 6.  | «Humanoid / Shake It Up»              | 1:09     |  |
| 7.  | «Endless»                             | 1:58     |  |
| 8.  | «Fly Again»                           | 2:31     |  |
| 9.  | «Alien Love Call» (feat Blood Orange) | 2:56     |  |
| 10. | «Wild Wrld»                           | 2:54     |  |
| 11. | «Dance-Off»                           | 2:09     |  |
| 12. | «New Heart Design»                    | 2:27     |  |
| 13. | «T.L.C. (Turnstile Love Connection)»  | 1:42     |  |
| 14. | «No Surprise»                         | 0:45     |  |
| 15. | «Lonley Dezires» (feat Blood Orange)  | 2:43     |  |

## Créditos
Adaptación de las líneas del álbum y Tidal.
| Turnstile - Brendan Yates – voces (tracks 1–13, 15), co-produccción, dirección de arte - Franz Lyons – bajo, coros; voces (tracks 6, 14) - Brady Ebert – guitarras - Pat McCrory – guitarras - Daniel Fang – batería, percusión (tracks 1–13, 15) | Personal adicional - Justice Tripp – composición (track 4) - Sam Trapkin – composición (track 7) - Dev Hynes – voces (tracks 9, 15), voces adicionales (track 7), composición (track 9) - Julien Baker – voces adicionales (track 4) - Mike Elizondo – producción, batería programada (1–7, 10–13), sintetizadores (tracks 1, 9–15) - Adam Hawkins – mezcla - Lawson White – ingeniero de sonido - Erica Block – asistente de ingeniero de sonido - Zachary Stokes – asistente de ingeniero de sonido - Chris Gehringer – masterización - Alexis Jamet – cover, diseño - Dewey Saunders – dirección de arte - Jimmy Fontaine – fotografía |

## Charts
| Chart (2021)                         | Posición |
| ------------------------------------ | -------- |
| Australian Albums (ARIA)             | 82       |
| Austria (Ö3 Austria)                 | 75       |
| Bélgica (Ultratop Flandes)           | 131      |
| Bélgica (Ultratop Valonia)           | 108      |
| Alemania (Offizielle Top 100)        | 9        |
| Escocia (Scottish Albums Chart)      | 22       |
| España (PROMUSICAE)                  | 98       |
| Reino Unido (UK Albums Chart)        | 62       |
| Reino Unido (UK Rock & Metal Albums) | 2        |
| US Billboard 200                     | 30       |